# رضا ناصحی
رضا ناصحی (زادهٔ ۲۲ خرداد ۱۳۶۳ در مشهد) بازیکن سابق و مربی فوتبال اهل ایران است.
وی که قبل از شروع فصل ۹۰–۱۳۸۹ لیگ برتر به سپاهان اصفهان پیوسته بود، در اواسط همین فصل به صورت قرضی به تیم نفت تهران پیوست و تا آخر فصل در این تیم حضور داشت. قبل از شروع فصل ۹۱–۱۳۹۰ لیگ برتر، ناصحی به تیم سپاهان اصفهان بازگشت. او پس از پایان فصل ۹۱–۱۳۹۰ لیگ برتر، به تیم آلومینیوم هرمزگان پیوست. ناصحی در فصل ۹۳–۱۳۹۲ لیگ برتر، در تیم سایپای البرز حضور داشت. وی در فصل ۹۴–۱۳۹۳ لیگ برتر، به تیم شهر خودرو خراسان پیوست.

## افتخارات
- لیگ برتر
- قهرمانی در لیگ برتر فوتبال ایران ۹۱-۱۳۹۰ به همراه تیم سپاهان اصفهان
- جام حذفی
- نایب قهرمانی در جام حذفی ۸۴-۱۳۸۳ به همراه تیم ابومسلم خراسان